# Selenisa lacia
Selenisa lacia là một loài bướm đêm trong họ Erebidae.